# LEDA 83677
LEDA 83677은 머리털자리 방향으로 약 2억 8,851 광년 떨어진 렌즈형 은하이다. 세이퍼트 I형 은하에 속한다. 머리털자리 은하단에 위치한다.